# Колесник Вадим Леонідович
Вадим Леонідович Колесник (нар. 12 березня 1967, Чуднів, Житомирська область) — український футболіст, нападник, тренер.

## Біографія
Народився 12 березня 1967 року в Чуднові. У 19 років виступав за «Електрон» (Ромни) після чого перейшов до охтирського «Нафтовика», де виступав чотири сезони 1987 — 1990. У 1991 році перейшов до клубу «Металіст» (Харків), де відіграв три сезони. Так само три сезони провів у львівських «Карпатах». Два сезони у ФК «Металург» (Маріуполь) стали останніми на найвищому рівні в кар'єрі Вадима, після чого він повернувся до охтирського «Нафтовика», де і завершив кар'єру гравця та розпочав тренерську кар'єру у 2003 році, зокрема був старшим тренером молодіжного складу в сезоні 2007/08 років, одним із тренерів клубу та головним тренером з 17 травня по 5 серпня 2009 року, з 6 листопада по 1 грудня 2011 року та з 9 грудня 2013 року.

## Досягнення
- Чемпіон першої ліги: 2007 року.